# Банья, Мария Бернадета

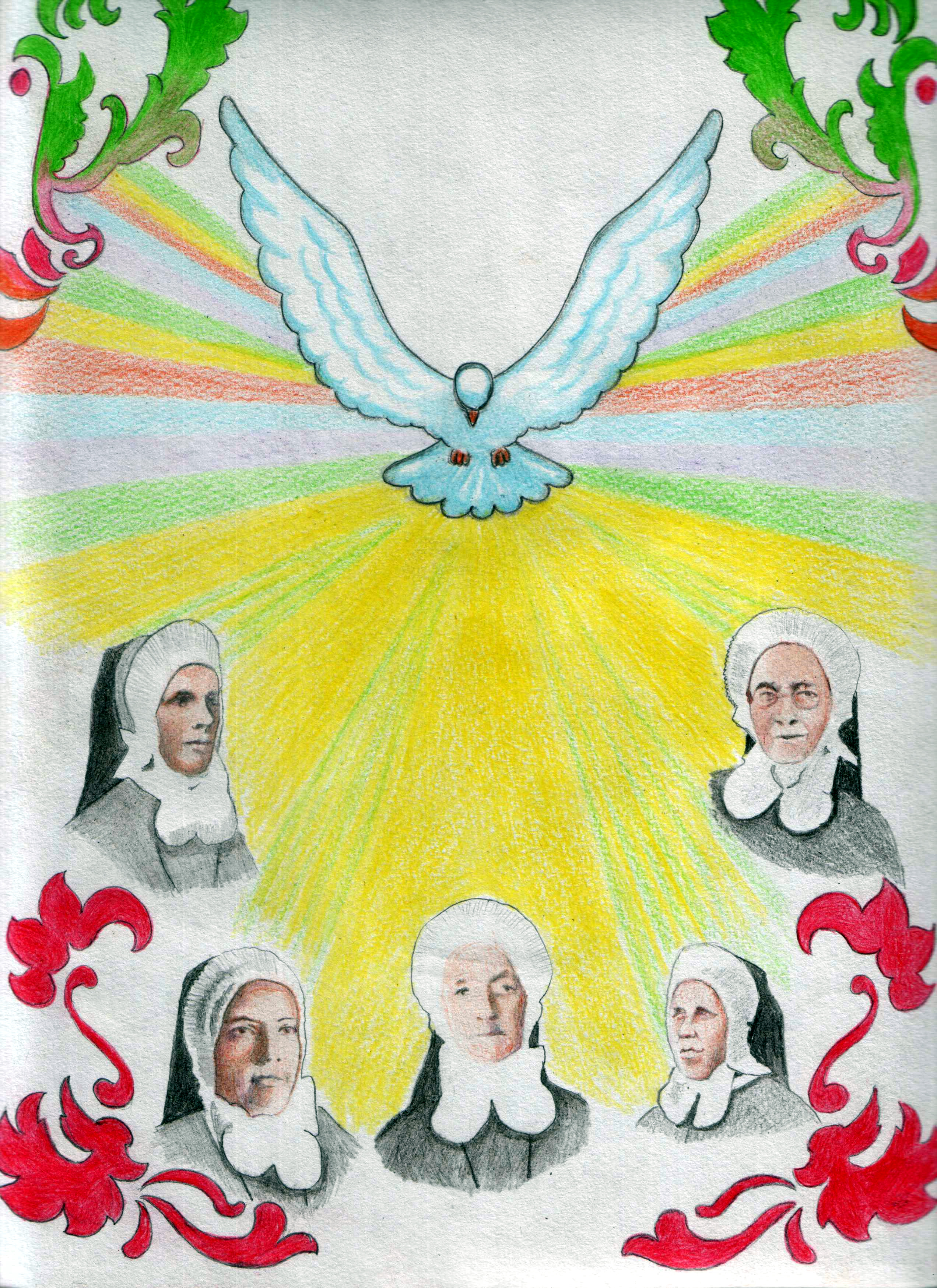
Дринские мученицы

Мария Бернадета Банья (18 июля 1912, Велики-Грджевац — 15 декабря 1941, Горажде) — католическая монахиня из конгрегации Дочери Божьей Любви, одна из дринских мучениц. Блаженная католической церкви.

## Биография
Родилась 12 ребёнком из 13 детей в бедной семье. В августе 1932 года приняла постриг и была направлена в город Пале в монастырь под наименованием «Дом Марии». 11 декабря 1941 года в Пале вошли отряды сербских четников, которые ворвались в монастырь, разграбили и сожгли его. Монахини, оставшись без жилья, отправились пешком в мороз и сильный снег через горы в сторону города Горажде. После небольшого отдыха в селе Цареве-Воды они пошли до Сетлины. 76-летняя сестра Мария Берхмана была сильно истощена, поэтому осталась в селе. Оставшиеся монахини продолжили свой путь в Горажде, куда они шли следующие четыре дня. 15 декабря 1941 года они достигли своей цели и остановились на третьем этаже бывшей казармы королевской югославской армии. Вечером этого же дня в их комнату ворвались четники под командованием Ездимира Дангича, чтобы их изнасиловать. Монахини, спасая себя от насилия, выпрыгнули из окна. Разбившихся монахинь четники добивали штыками, после чего их тела выбросили в Дрину.
24 сентября 2011 года она в числе других дринских мучениц была
беатифицированна Римским папой Бенедиктом XVI.